# Реча (комуна, Арджеш)
Реча (рум. Recea) — комуна у повіті Арджеш в Румунії. До складу комуни входять такі села (дані про населення за 2002 рік):
- Голяска (241 особа)
- Дягу-де-Жос (365 осіб)
- Дягу-де-Сус (554 особи)
- Ородел (197 осіб)
- Реча (1915 осіб)

Комуна розташована на відстані 85 км на захід від Бухареста, 40 км на південь від Пітешть, 99 км на схід від Крайови, 134 км на південь від Брашова.

## Населення
За даними перепису населення 2002 року у комуні проживали 3272 особи.
Національний склад населення комуни:
| Національність | Кількість осіб | Відсоток |
| -------------- | -------------- | -------- |
| румуни         | 3192           | 97,6%    |
| цигани         | 80             | 2,4%     |

Рідною мовою назвали:
| Мова      | Кількість осіб | Відсоток |
| --------- | -------------- | -------- |
| румунська | 3257           | 99,5%    |
| циганська | 15             | 0,5%     |

Склад населення комуни за віросповіданням:
| Релігія        | Кількість осіб | Відсоток |
| -------------- | -------------- | -------- |
| православні    | 3269           | 99,9%    |
| п'ятдесятники  | 1              | < 0,1%   |
| греко-католики | 1              | < 0,1%   |
| лютерани       | 1              | < 0,1%   |

## Зовнішні посилання
- Дані про комуну Реча на сайті Ghidul Primăriilor